# U 735
U 735 war ein deutsches Unterseeboot des Typs VII C. Es wurde durch die Kriegsmarine in den Jahren 1943 und 1944 in der Ostsee und bei Norwegen eingesetzt.